# 84. pehotna divizija (ZDA)
84. pehotna divizija (izvirno angleško 84th Infantry Division) je bila pehotna divizija Kopenske vojske ZDA.

## Zgodovina
V letih 1946 - 1952 je bila divizija preoblikovana v 84. zračnoprevozno divizijo.